# Robert Jozinović
Robert Jozinović (Mackay, 7. travnja 1979.) je hrvatski televizijski i filmski glumac.

## Filmografija

### Televizijske uloge
| Godina        | Naslov           | Uloga              | Bilješke        |
| ------------- | ---------------- | ------------------ | --------------- |
| 2008.         | Ponos Ratkajevih | Randy              | sporedna uloga  |
| 2008.         | Zakon ljubavi    | Will Markovich     | sporedna uloga  |
| 2009. – 2011. | Najbolje godine  | Dr. Dražen Ricijaš | sporedna uloga  |
| 2011.         | Larin izbor      | Inspektor Camedon  | gostujuća uloga |
| 2013.         | Zora dubrovačka  | Alex               | sporedna uloga  |
| 2015.         | Step Dave        | Ryan               | gostujuća uloga |

### Filmske uloge
| Godina | Naslov              | Uloga            | Bilješke |
| ------ | ------------------- | ---------------- | -------- |
| 2001.  | The Diamond of Jeru | Iseljenik u Baru |          |
| 2003.  | Undead              | Čovjek u redu    |          |
| 2010.  | Max Schmeling       |                  |          |
| 2015.  | Full Concert        |                  |          |

## Vanjske poveznice
- Robert Jozinović u internetskoj bazi filmova IMDb-u (engl.)
- Intervju za Gloria.hr  Arhivirana inačica izvorne stranice od 6. listopada 2011. (Wayback Machine)
- Službena stranica  Arhivirana inačica izvorne stranice od 23. lipnja 2013. (Wayback Machine)